# 小野廉

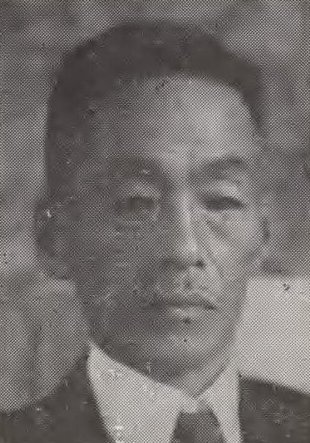
小野廉

小野 廉（おの すなお、1875年（明治8年）2月12日 - 1952年（昭和27年）12月3日）は、日本の衆議院議員（立憲政友会）、大分市長、別府市長。弁護士。

## 経歴
大分県大分郡阿南村（現在の由布市）で医者の家に生まれる。大分中学校を経て、1902年（明治35年）、東京法学院（現在の中央大学）を卒業。弁護士を開業し、後に大分弁護士会長を務めた。大分市会議員、同参事会員、大分県会議員、同参事会員、同議長に選出された。1935年（昭和10年）、別府市長に就任した。
1936年（昭和11年）、第19回衆議院議員総選挙に出馬し、当選。第20回でも再選された。その間、1938年（昭和13年）に大分市長に選出された。
戦後、公職追放となった。
その他に大分日日新聞社長を務めた。